# Per Carlson
Per J. Carlson, född 1938, är en svensk fysiker.
Carlson disputerade 1969 för doktorsgraden vid Stockholms universitet, och har sedermera varit verksam som professor i elementarpartikelfysik och bidragit till experimentell astropartikelfysik vid Kungliga Tekniska högskolan.
Carlson är ledamot av Kungliga Vetenskapsakademien och har varit ledamot och ordförande av Nobelkommittén för fysik.